# Friederike Vohs

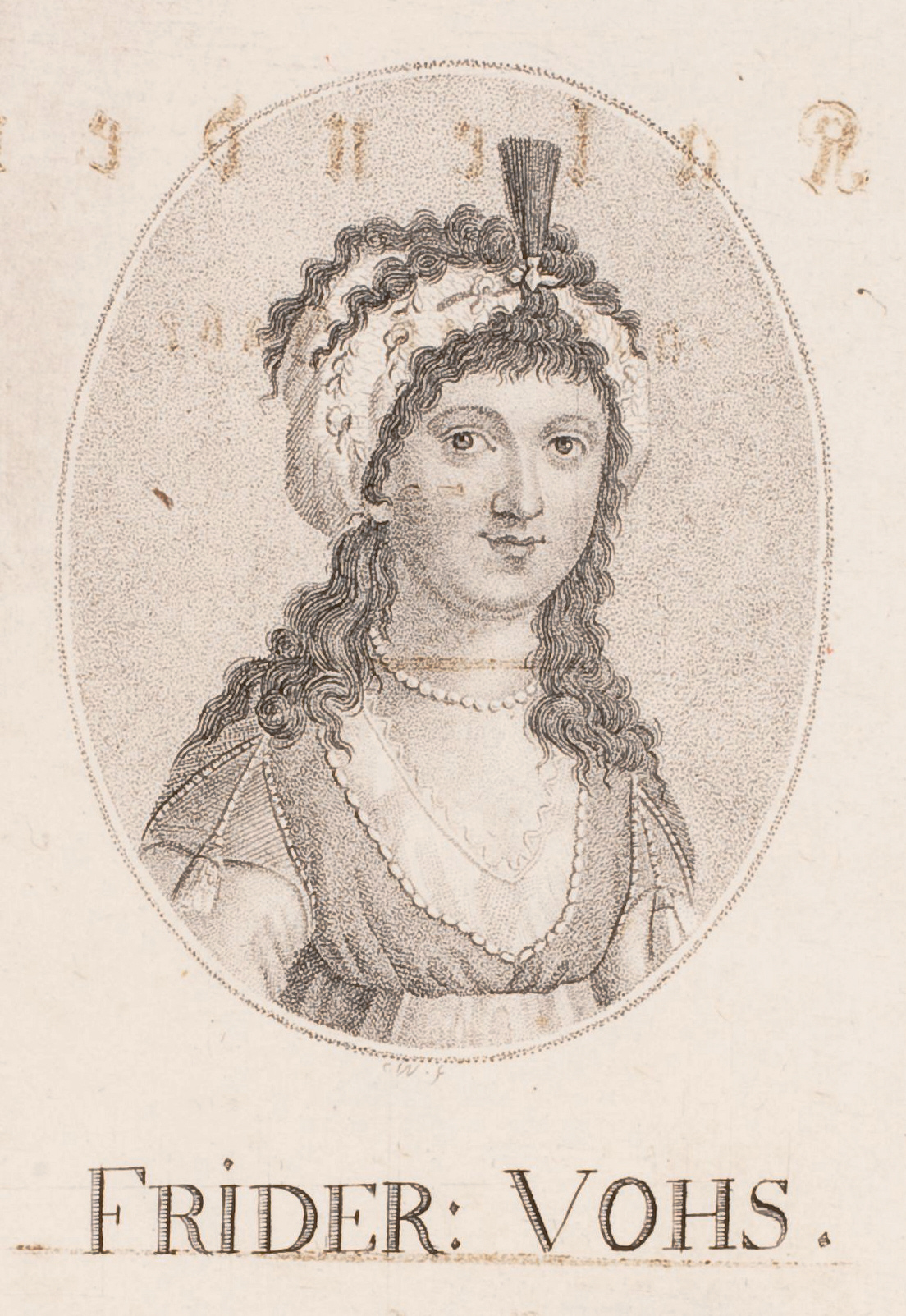
Friederike Vohs, 1799

Friederike Margarethe Vohs, geb. Friederike Margarethe Porth, verheiratete Friederike Margarethe Werdy (* 22. August 1776 in Halberstadt; † 10. Juni 1860 in Frankfurt am Main) war eine deutsche Schauspielerin und Opernsängerin (Sopran).

## Leben
Friederike Porth kam 1793 mit ihren Eltern an das Theater in Weimar, wo sie am 29. Juni 1793 den Schauspieler Heinrich Vohs heiratete. Mit ihm hatte sie fünf Kinder.
Friederike Vohs verkörperte als erste Schauspielerin die Titelrolle in Schillers Drama Maria Stuart in der Uraufführung am 14. Juni 1800 im Weimarer Hoftheater. Sie war auch die erste Thekla in Schillers Wallenstein in Lauchstädt. Weitere von ihr kreierte Rollen waren 1801 die Kreusa in Ion von August Wilhelm Schlegel, die Turandot im gleichnamigen Drama von Schiller sowie die Iphigenie in Goethes Drama Iphigenie auf Tauris, und zwar in der Neuinszenierung von 1802. Dank ihres Gesangstalents fand sie auch in Opernrollen Anerkennung, ging aber schon 1802 mit ihrem Mann nach Stuttgart. Als dessen Witwe wurde sie 1805 Mutter einer unehelichen Tochter des Prinzen Paul von Württemberg, Adelheid Pauline Karoline (1805–1872). Diese Tochter, Karoline von Rottenburg, ist die Ur-Ur-Ur-Großmutter des späteren britischen Premiers Boris Johnson.
Sie wurde 1808 Mitglied des Wiener Hoftheaters, war 1805 bis 1817 in Frankfurt am Main engagiert und 1818 bis 1839 am Dresdner Hoftheater. 1818 heiratete sie in zweiter Ehe den Dresdner Hofschauspieler Friedrich August Werdy (1770–1847).
Ein bisher für Goethes Frau Christiane Vulpius gehaltenes Porträt, eine Kreidezeichnung von Friedrich Bury aus dem Jahre 1800, zeigt Friederike Vohs.